# Clase Ethan Allen
La Clase Ethan Allen fue una serie de cinco submarinos de misiles balísticos de la Armada de los Estados Unidos, la clase fue un desarrollo que evolucionó a partir de la clase George Washington. Junto a las clases George Washington, Lafayette, James Madison, y Benjamin Franklin son conocidos como los 41 for Freedom.

## Historia
En lugar de ser diseñado como una modificación de un submarino de ataque Skipjack con un compartimento de misiles agregado, la Ethan Allen fue diseñada desde cero como submarinos de misiles balísticos misil Polaris A-2. Entre principios y mediados de los 1970, fueron actualizados al estándar Polaris A3s. No podían ser modificados para portar los misiles de mayor diámetro Poseidon, por lo que fueron reformados como SSNs (submarinos de ataque), los silos de misiles se rellenaron con hormigón y sus sistemas de control fuego fueron retirados en la década de 1980. Dos de los submarinos, fueron modificados para llevar a tropas SEAL, con capacidad para 67 soldados cada uno. La clase Ethan Allen fue retirada del servicio entre 1983 y 1992. Todos están desguazados.

## Naves
Submarinos de la clase Ethan Allen:
- USS Ethan Allen (SSBN-608): activo entre 1961 y 1983. Desguazado en 1999
- USS Sam Houston (SSBN-609): activo entre 1962 y 1991. Desguazado en 1993
- USS Thomas A. Edison (SSBN-610): activo entre 1962 y 1983. Desguazado en 1997
- USS John Marshall (SSBN-611): activo entre 1962 y 1992. Desguazado en 1993
- USS Thomas Jefferson (SSBN-618): activo entre 1963 y 1985. Desguazado en 1998

## Ficción
En la novela de Tom Clancy Hunt for Red October el Ethan Allen (por ahora viejo y listo para ser desguazado), es detonado cerca del Red October en orden a convencer a los soviéticos de que su submarino Typhoon había sido destruido.